# 作用于神经末梢的抗高血压药
作用于神经末梢的抗高血压药

## 作用机理
此类药物能够使交感神经末梢囊泡中的神经递质加速释放；并阻止交感神经递质进入囊泡，从而造成神经递质耗竭，交感神经冲动受阻，达到降血压的作用，其作用特点是缓慢、温和、持久

## 不良反应
由于这类药物抑制交感神经冲动的传导，因此会造成副交感神经优势的不良反应，如鼻塞，乏力胃酸过多等，此外还有中枢的不良反应如镇静、嗜睡、抑郁等

## 发展历史
1918年印度报道一种植物印度萝芙木根提取物有降压作用，从中分离到了有效成分利舍平，并以此为先导化合物开发出一系列药物。

## 代表药物
- 利舍平
- 胍乙啶
- 美索舍平